# A látogatók (film, 2017)
A látogatók (eredeti cím: The Recall) 2017-es amerikai-kanadai sci-fi / horror, melyet Mauro Borrelli rendezett. A főszerepben Wesley Snipes, R. J. Mitte és Jedidiah Goodacre látható.
A filmet Amerikai Egyesült Államokban és Kanadában 2017. június 2-án mutatták be, Magyarországon DVD-n jelent meg szinkronizálva 2018. január elején.

## Cselekmény
Öt jó barát egy tóparthoz indulnak kirándulni, hogy kikapcsolódásként jól érezzék magukat. Az erdőben összetalálkoznak az egyedül élő veterán Vadásszal (Wesley Snipes), aki segít nekik, miután a Földet idegenek támadják meg. Életben maradni bujkálással és kicselezéssel tudnak.

## Szereplők
| Színész                                                                              | Szerep          | Magyar hang    |
| ------------------------------------------------------------------------------------ | --------------- | -------------- |
| Wesley Snipes                                                                        | A Vadász        | Bognár Tamás   |
| RJ Mitte                                                                             | Brendan         | Molnár Levente |
| Jeddiah Goodacre                                                                     | Charlie         | Baráth István  |
| Niko Pepaj                                                                           | Rob             | Joó Gábor      |
| Laura Bilgeri                                                                        | Annie           | Laudon Andrea  |
| Hanna Rose May                                                                       | Kara            | Csuha Borbála  |
| Sean Millington                                                                      | McAllen ezredes | Makrai Gábor   |
| Graham Shiels                                                                        | Romanovich, rab | Gubányi György |
| Viccellous Reon Shannon                                                              | Jackson űrhajós |                |
| További magyar hangok: Bartók László, Pintér Mónika, Berkes Boglárka, Kapácsy Miklós |                 |                |

## Fogadtatás
A film nagyrészt negatív értékeléseket kapott a kritikusoktól.